# Дроветчино
Дроветчино — деревня в Смоленском районе Смоленской области России. Входит в Михновское сельское поселение. Население — 33 жителей (2010 год).

## География
Расположена в западной части области в 6 км к юго-западу от Смоленска, в 1,5 км севернее автодороги А141 Орёл — Витебск, на берегу реки Боровая. В 4 км севернее деревни расположена железнодорожная станция Дачная-2 на линии Смоленск — Витебск.

## История
В годы Великой Отечественной войны деревня была оккупирована гитлеровскими войсками в июле 1941 года, освобождена в сентябре 1943 года.

## Известные уроженцы села
- Баранов, Михаил Семёнович — лётчик-истребитель, Герой Советского Союза.